# 中川和義
中川 和義（なかがわ かずよし、1933年 - 2021年）は日本の音楽家。ピアニスト。国立山形大学名誉教授である。専門は音楽教育。
令和元年秋の叙勲で瑞宝中綬章を授章、位階は正四位。

## 来歴
1933年（昭和8年）大阪市に生まれる。1956年（昭和31年)東京芸術大学音楽学部卒業。ピアノ専攻。
卒業後 ジョン・ハント教授及びマックス・エッガー教授（※マックス･エッガー（1916 - 2008） スイス・ロールシャハの生まれ。チューリヒ大学音楽部を卒業後、1943年スイス音楽協会賞を受賞。同年チューリヒ音楽院のピアノ科主任教授となり、多くの優れたピアニストを養成し、コンクールの審査員やピアノ奏者として活躍した。1954年スイス文化使節として初来日。1959年には武蔵野音楽大学の教授として再来日した。以降、東京芸術大学、洗足学園大学教授を歴任、日本の若手ピアニストを多数育てた。長く日本に住み、最後は京都市北区鷹峯土天井町の自宅で日本人妻庸子さんに看取られて91歳の生涯を閉じた。）の両教授に個人的に師事。
1966年（昭和41年）文部省在外研究員としてドイツ・フライブルク音楽大学及びイタリアのポジターノでのウィルヘルム・ケンプのベートーヴェン夏期講習に派遣される。1958年（昭和33年）にデビュー・リサイタル後、数多くのリサイタルを始め、東京フィル、大阪フィル、関西フィル、新星日本及び山形交響楽団等と競演し、NHKから独奏、ピアノ協奏曲そして日本人の作品を放送。武蔵野音楽大学、山形大学、愛知県立芸術大学音楽部等でピアノを指導。
1999年（平成11年）3月31日、山形大学教授を定年退官。山形大学名誉教授を拝する。
その後も銀座ヤマハホールにてジョイントリサイタルを毎年開催。
2018年にはオーケストラ部分をピアノで演奏する試み。2台のピアノによるベートーヴェンのピアノ協奏曲「皇帝」を演奏する。
2019年（令和元年）秋の叙勲で瑞宝中綬章を拝受する。
その後闘病生活に入り2021年（令和3年）6月26日に死去。内閣総理大臣から「正四位」を拝受するに至る。　

## ピアノ演奏
1972年9月28日　山形交響楽団　第一回　定期演奏会　出演　ピアノ：中川和義
・ベートーヴェン／劇音楽 「エグモント」 作品84 序曲
・ベートーヴェン／ピアノ協奏曲 第3番 ハ短調 作品37
・ベートーヴェン／交響曲 第5番 ハ短調 「運命」 作品67

退官を記念し、1992年2月11日　山形中央会館における演奏などが収録された演奏映像のVTRが市販された。
- 第一部

バッハの「ゴールドベルク変奏曲」。
- 第二部

1979年、山形県民会館大ホールでのリサイタルのライブ録画、ベート－ヴェンのソナタ「ハンマークラヴィア」の第4楽章のフーガの一部分
1981年都市センターホールでのリサイタルのムソルグスキーの「展覧会の絵」の一部分
1983年秋田市立文化会館大ホールでのリサイタルの曲目の中からショパンの作品の一部分
1992年大阪モーツアルトサロンのリサイタルからモーツアルトのソナタの一部分
1993年仙台戦災記念ホールのリサイタルからドビュシーの作品の一部分
1999年2月13日山形中央会館でのリサイタル、バッハのゴールドベルク変奏曲